# DevIL
DevIL ist eine plattformübergreifende und unter der LGPL stehende Grafikbibliothek zum schnellen Laden und Speichern von Grafiken. Der Aufbau bezieht sich auf OpenGL und soll eine ähnliche Einfachheit bei der Programmierung ermöglichen, weshalb der ursprüngliche Name „OpenIL“ lautete. Dieser musste jedoch auf Grund eines Rechtsstreites mit SGI, den Produzenten von OpenGL, geändert werden. Heraus kam DevIL, die "Developers Image Library".

## Unterstützte Formate
| Format        | Laden | Speichern |
| ------------- | ----- | --------- |
| .act          | Ja    | Nein      |
| .bmp          | Ja    | Ja        |
| .cut          | Ja    | Nein      |
| .dcx          | Ja    | Nein      |
| .dds          | Ja    | Ja        |
| Doom graphics | Ja    | Nein      |
| .gif          | Ja    | Nein      |
| .hdr          | Ja    | Ja        |
| .ico          | Ja    | Nein      |
| .jpg          | Ja    | Ja        |
| .lbm          | Ja    | Nein      |
| .lif          | Ja    | Nein      |
| .mdl          | Ja    | Nein      |
| .pal          | Ja    | Ja        |
| .pcd          | Ja    | Nein      |
| .pcx          | Ja    | Ja        |
| .pic          | Ja    | Nein      |
| .png          | Ja    | Ja        |
| .pnm          | Ja    | Ja        |
| .psd          | Ja    | Nein      |
| .psp          | Ja    | Nein      |
| .raw          | Ja    | Ja        |
| .sgi          | Ja    | Ja        |
| .tga          | Ja    | Ja        |
| .tif          | Ja    | Ja        |
| .wal          | Ja    | Nein      |